# Гастрин
Гастрин је протеински хормон који синтетишу и секретују Г ћелије (гастринске ћелије) желуца. Дифузног је дејства, индукује секрецију желудачне киселине и стимулише покрете желуца. Његово постојање је приви предложио 1905. Британски физиолог Џон Сидни Едкинс,. Гастрин су изоловали 1964. Џрегори и Трејси у Ливерпулу.